# Schweindorf
Schweindorf är en kommun och ort i Landkreis Wittmund i förbundslandet Niedersachsen i Tyskland.
Kommunen ingår i kommunalförbundet Samtgemeinde Holtriem tillsammans med ytterligare sju kommuner.